# Groombridge 34
Groombridge 34 – gwiazda podwójna w gwiazdozbiorze Andromedy, jedna z najbliższych Układowi Słonecznemu. Znajduje się w odległości około 11,6 roku świetlnego od Słońca.

## Właściwości fizyczne
Układ Groombridge 34 (Gliese 15) tworzą dwa czerwone karły, przedstawicielki typu widmowego M.
Jaśniejsza gwiazda, Groombridge 34 A należy do typu M1 i ma jasność około 2,2% jasności Słońca. Jej temperatura to ok. 3600 K, ma ona masę około 0,38 masy Słońca i promień około 0,39 promienia Słońca. Ciemniejszy składnik Groombridge 34 B należy do typu M3,5, jego jasność to tylko 0,85% jasności Słońca. Ma on jeszcze niższą temperaturę około 3300 K, masę 0,15 M☉ i promień 0,18 R☉.
Oba składniki są gwiazdami zmiennymi rozbłyskowymi.
Okres orbitalny składników, krążących wokół wspólnego środka masy, jest na tyle długi, że przez długi czas był wyznaczony z bardzo dużą niepewnością. W 1972 roku oceniano, że jest to około 2600 lat, pomiary z 2018 roku oparte na dłuższych obserwacjach wskazują, że jest to około 1200 lat. Gwiazdy dzielą średnio 93 jednostki astronomiczne, dość duży mimośród orbity to ok. 0,53.

## Układ planetarny
W 2014 ogłoszono odkrycie planety orbitującej wokół składnika A z okresem około 11,4 doby. Masę planety Gliese 15 Ab oceniano wstępnie na co najmniej 5 mas Ziemi. Planeta b krąży w odległości 0,072 au wokół gwiazdy, znacznie bliżej niż ekosfera i ocenia się, że jej temperatura równowagowa to około 390 K. Analizy z 2018 roku potwierdziły jej istnienie, wskazując równocześnie, że masa minimalna jest mniejsza – około 3 mas Ziemi, co wzmacnia hipotezę, że jest to planeta typu ziemskiego. Długookresowy sygnał zmian prędkości radialnej wskazał także obecność w układzie drugiej planety, o masie minimalnej około dwukrotnie większej od Neptuna, okrążającej gwiazdę co około 21 lat. Krążąc tak daleko, planeta podlega perturbacjom ze strony drugiej gwiazdy, które, zależnie od nachylenia orbity, mogą poprzez mechanizm Lidowa-Kozai znacznie zwiększać jej mimośród.
| Towarzysz | Masa minimalna [ M🜨 ] | Okres orbitalny [ d ] | Półoś wielka [ au ] | Ekscentryczność    |
| --------- | --------------------- | --------------------- | ------------------- | ------------------ |
| b         | 3,03 +0,46−0,44       | 11,4433 ± 0,0016      | 0,072 ± 0,004       | 0,094 +0,091−0,065 |
| c         | 36 +25−18             | 7600 +2200−1700       | 5,4 +1,0−0,9        | 0,094 +0,091−0,065 |